# Europamästerskapen i brottning 1967
Europamästerskapen i brottning 1967 hölls vid två tillfällen. Tävlingen i grekisk-romersk stil hölls i Minsk, Sovjetunionen mellan den 19 och 22 maj 1967. Tävlingen i fristil hölls i Istanbul, Turkiet mellan den 7 och 10 juli 1967.

## Medaljtabell
| Nr                   | Nation               | Guld | Silver | Brons | Totalt |
| -------------------- | -------------------- | ---- | ------ | ----- | ------ |
| 1                    | Sovjetunionen        | 5    | 5      | 3     | 13     |
| 2                    | Turkiet              | 5    | 1      | 0     | 6      |
| 3                    | Ungern               | 3    | 0      | 1     | 4      |
| 4                    | Bulgarien            | 1    | 4      | 3     | 8      |
| 5                    | Rumänien             | 1    | 2      | 3     | 6      |
| 6                    | Västtyskland         | 1    | 0      | 1     | 2      |
| 7                    | Östtyskland          | 0    | 2      | 2     | 4      |
| 8                    | Sverige              | 0    | 1      | 1     | 2      |
| 9                    | Finland              | 0    | 1      | 0     | 1      |
| 10                   | Tjeckoslovakien      | 0    | 0      | 2     | 2      |
| Totalt (10 nationer) | Totalt (10 nationer) | 16   | 16     | 16    | 48     |

## Resultat

### Fristil, herrar
| Gren   | Guld                             | Silver                      | Brons                         |
| 52 kg  | Mehmet Esenceli Turkiet          | Baju Baev Bulgarien         | Jürgen Kalkowski Östtyskland  |
| 57 kg  | Hasan Sevinç Turkiet             | Jantjo Patrikov Bulgarien}  | Niculae Cristea Rumänien      |
| 63 kg  | Nihat Kabanlı Turkiet            | Mladen Georgiev Bulgarien   | Petre Coman Rumänien          |
| 70 kg  | Zarbeg Beriasjvili Sovjetunionen | Janne Karlsson Sverige      | Enju Valtjev Bulgarien        |
| 78 kg  | Jurij Sjachmuradov Sovjetunionen | Mahmut Atalay Turkiet       | Károly Bajkó Ungern           |
| 87 kg  | Boris Gurevitj Sovjetunionen     | Francisc Balla Rumänien     | Prodan Gardzjev Bulgarien     |
| 97 kg  | Ahmet Ayık Turkiet               | Sjota Lomidze Sovjetunionen | Chusni Jusniev Bulgarien      |
| 97+ kg | Wilfried Dietrich Västtyskland   | Osman Duraliev Bulgarien    | Vladimir Saunin Sovjetunionen |

### Grekisk-romersk stil, herrar
| Gren   | Guld                             | Silver                         | Brons                           |
| 52 kg  | Petar Kirov Bulgarien            | Sergej Rybalko Sovjetunionen   | Rolf Lacour Västtyskland        |
| 57 kg  | János Varga Ungern               | Hartmut Puls Östtyskland       | Rustam Kazakov Sovjetunionen    |
| 63 kg  | Simion Popescu Rumänien          | Sergej Agamov Sovjetunionen    | Jiří Švec Tjeckoslovakien       |
| 70 kg  | Gennadij Sapunov Sovjetunionen   | Eero Tapio Finland             | Klaus-Jürgen Pohl Östtyskland   |
| 78 kg  | Sırrı Acar Turkiet               | Ion Ţăranu Rumänien            | Georgij Versjinin Sovjetunionen |
| 87 kg  | Alexandr Jurkevitj Sovjetunionen | Lothar Metz Västtyskland       | Gheorghe Popovici Rumänien      |
| 97 kg  | Ferenc Kiss Ungern               | Vasilij Merkulov Sovjetunionen | Pelle Svensson Sverige          |
| 97+ kg | István Kozma Ungern              | Nikolaj Sjmakov Sovjetunionen  | Petr Kment Tjeckoslovakien      |